# Carnegie Medal
De Carnegie Medal for Writing is een Britse literatuurprijs die wordt toegekend aan een kinderboek of een boek voor jongvolwassenen. Van 2022 tot 2024 werd de prijs gesponsord door het audiotechnologiebedrijf Yoto en heette toen de Yoto Carnegie Medal for Writing. 
De prijs wordt sinds 1936 uitgereikt ter ere van de Schotse filantroop Andrew Carnegie. Wegens gebrek aan geschikte boeken werd de prijs niet uitgereikt in de jaren 1943, 1945 en 1966.
Daarnaast wordt jaarlijks een prijs uitgereikt aan de illustrator van het best geïllustreerde boek, de Carnegie Medal for Illustration.

## Winnaars Carnegie Medal for Writing 1990-heden
Opmerking: Sinds 2007 slaat het jaartal van de prijs op het jaar van uitreiking, tot die tijd sloeg het jaartal op het jaar waarin de boeken uitkwamen. Om die reden lijkt het alsof er geen Carnegie Medal uitgereikt is in 2006.

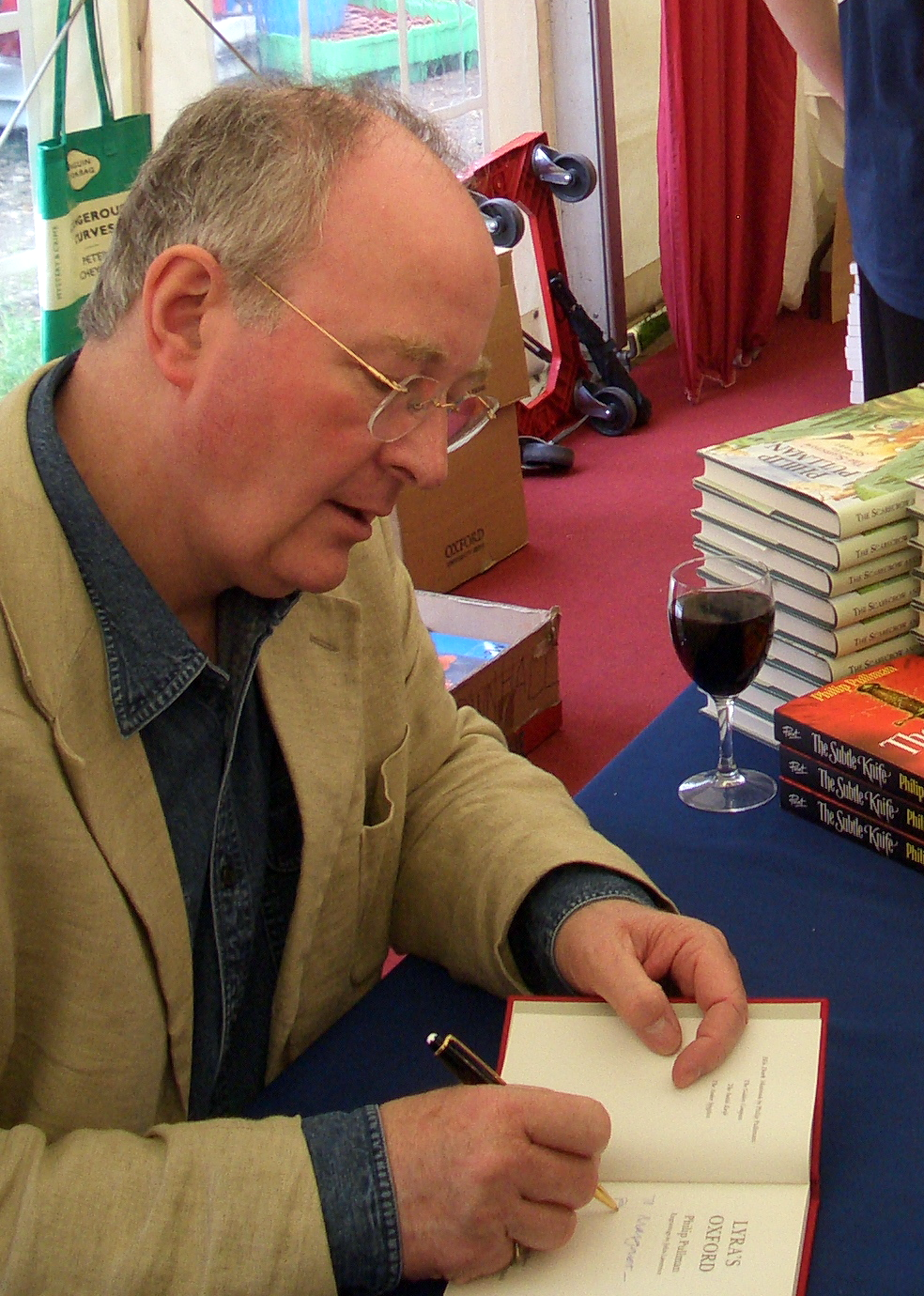
Philip Pullman

- 2025 - Margaret McDonald, Glasgow Boys
- 2024 - Joseph Coelho, The Boy Lost in the Maze
- 2023 - Manon Steffan Ros, The Blue Book of Nebo
- 2022 - Katya Balen, October, October
- 2021 - Jason Reynolds, Look Both Ways
- 2020 - Anthony McGowan, Lark
- 2019 - Elizabeth Acevedo, The Poet
- 2018 - Geraldine McCaughrean, met illustraties van Jane Milloy, Where the World Ends
- 2017 - Ruta Sepetys, Salt to the Sea
- 2016 - Sarah Crossan, One
- 2015 - Tanya Landman, Buffalo Soldier
- 2014 - Kevin Brooks, The Bunker Diary
- 2013 - Sally Gardner, Maggot Moon
- 2012 - Patrick Ness, A Monster Calls (Zeven minuten na middernacht)
- 2011 - Patrick Ness, Monsters of Men
- 2010 - Neil Gaiman, The Graveyard Book
- 2009 - Siobhan Dowd, Bog Child
- 2008 - Philip Reeve, Here Lies Arthur (Arthur ontmaskerd)
- 2007 - Meg Rosoff, Just in Case (Het toevallige leven van Justin Case)
- 2005 - Mal Peet, Tamar (Tamar)
- 2004 - Frank Cottrell Boyce, Millions (Miljoenen).
- 2003 - Jennifer Donnelly, A Gathering Light
- 2002 - Sharon Creech, Ruby Holler
- 2001 - Terry Pratchett, The Amazing Maurice and his Educated Rodents (Mirakelse Maurits en zijn gestudeerde knaagdieren)
- 2000 - Beverley Naidoo, The Other Side of Truth
- 1999 - Aidan Chambers, Postcards from No Man's Land (Niets is wat het lijkt)
- 1998 - David Almond, Skellig (De schaduw van Skellig)
- 1997 - Tim Bowler, River Boy (De jongen in de rivier)
- 1996 - Melvin Burgess, Junk (Junkies)
- 1995 - Philip Pullman, His Dark Materials: Book 1 Northern Lights (Het gouden kompas: Het noorderlicht)
- 1994 - Theresa Breslin, Whispers in the Graveyard
- 1993 - Robert Swindells, Stone Cold (Laarzen voor de doden)
- 1992 - Anne Fine, Flour Babies (Baalbaby's)
- 1991 - Berlie Doherty, Dear Nobody (Lieve onbekende)
- 1990 - Gillian Cross, Wolf (Huilen tegen de maan)